# تماسك
في علم المعادن، يُقصد بمصطلح التماسك رد الفعل الفيزيائي للمعدن تجاه القوى الضاغطة التي تؤثر عليه. وقد تشتمل هذه القوى، على سبيل المثال لا الحصر، على: الكسر أو التمزيق أو السحق أو الثني.

## الخلفية
بشكل عام، يتم تصنيف تماسك المعدن إلى عدة فئات وفئات فرعية تبين بالتفصيل رد الفعل الفيزيائي للمعدن نفسه. ومن الأمثلة على ذلك: الهشاشة وقابلية الطرق ومحارية الشكل وقابلية الكسر والمرونة. ويوجد كثير من المصطلحات المستخدمة لوصف تماسك المعدن ويتم استخدامها لوصف نوع الكسر الملحوظ، أو إذا لم يكن هناك كسر حالي، فإنه يتم استخدام مصطلح مرونة المعدن.